# Valdemar Dalquist
Valdemar Dalquist (23 de septiembre de 1888 - 20 de enero de 1937) fue un cantante actor y director teatral y cinematográfico de nacionalidad sueca. 

## Biografía
Su verdadero nombre era Carl Mauritz Dahlqvisti, y nació en el Municipio de Grästorp, en Suecia. Se inició como actor en la temporada 1909-1910, y hasta 1917 actuó para varias comoañias itinerantes y para Karin Swanström. Además, actuó también en el Mosebacke Etablissement y en el Södra Teatern de Estocolmo. 
A principios de los años 1920 empezó a colaborar con Sten Njurling. En Estocolmo se hizo conocido como cantante de cuplé y como artista trabajando en diferentes números junto a Ernst Rolf y Karl Gerhard. 
Dalquist fue contratado para actuar en teatros de Gösta Ekman (sénior) hasta 1933. Desde 1934 actuó en revistas de Kar de Mumma en el Blancheteatern. Debutó en el cine en 1921 con la cinta de Klaus Albrecht Cirkus Bimbini, actuando en un total de una decena de producciones. A mediados de los años 1930 fue un tiempo presidente de la asociación Sveriges kompositörer och textförfattare (SKAP). 
Valdemar Dalquist falleció en Estocolmo, Suecia, en el año 1937. Fue enterrado en el Cementerio Skogskyrkogården de esa ciudad. Había estado casado con la cantante de revista Karin Gardtman.

## Filmografía

### Actor
- 1921 : Cirkus Bimbini
- 1922 : Luffar-Petter
- 1923 : Gamla gatans karneval
- 1930 : Kronans kavaljerer
- 1931 : Trötte Teodor
- 1931 : Brokiga blad
- 1933 : Kärlek och dynamit
- 1933 : Hemslavinnor
- 1933 : Flickan från varuhuset
- 1934 : Atlantäventyret
- 1935 : Munkbrogreven
- 1936 : Annonsera!
- 1937 : Ryska snuvan

### Director y guionista
- 1931 : Brokiga Blad

## Teatro (selección )

### Actor
- 1921 : Än leva de gamla gudar, de Otto Hellkvist, dirección de Svasse Bergqvist, Vasateatern[1]
- 1922 : Cornevilles klockor, de Robert Planquette, Louis Clairville y Charles Gabet, dirección de Nils Johannisson, Teatro Oscar
- 1922 : Bajadären, de Emmerich Kálmán, Julius Brammer y Alfred Grünwald, dirección de Nils Johannisson, Teatro Oscar
- 1923 : Katja, de Jean Gilbert, Leopold Jacobson y Rudolph Österreicher, dirección de Nils Johannisson, Teatro Oscar[2]
- 1923 : Madame Pompadour, de Rudolf Schanzer, Ernst Welisch y Leo Fall, dirección de Nils Johannisson, Teatro Oscar[3]
- 1923 : Gri-Gri, de Paul Lincke, Heinrich Bolten-Baeckers y Jules Chancel, dirección de Elvin Ottoson, Teatro Oscar[4]
- 1924 : Operettprinsessan, de Richard Kessler, Will Steinberg y Walter Brommé, dirección de Nils Johannisson, Teatro Oscar[5]
- 1925 : La condesa Maritza, de Julius Brammer, Alfred Grünwald y Emmerich Kálmán, dirección de Nils Johannisson, Teatro Oscar[6]
- 1925 : Nattens drottning, de Franz Arnold, Ernst Bach y Walter Kollo, dirección de Valdemar Dalquist, Vasateatern[7]
- 1925 : Orloff, de Ernst Marischka y Bruno Granichstaedten, dirección de Nils Johannisson, Teatro Oscar[8]
- 1926 : Hollandsflickan, de Leo Stein, Béla Jenbach y Emmerich Kálmán, dirección de Oskar Textorius, Teatro Oscar[9]
- 1926 : Benjamin, de René Mercier, André Bardé y Benjamin Rabier, dirección de Nils Johannisson, Södra Teatern[10][11]
- 1927 : Drottning Helena, de Oscar Straus, Ernst Marischka y Bruno Granichstaedten, dirección de Naima Wifstrand, Folkan[12]
- 1931 : Trötte Teodor, de Max Neal y Max Ferner, Folkan[13]
- 1932 : Tidens ansikten, en femtonöresopera, de Karl Gerhard, dirección de Axel Witzansky y Valdemar Dalquist, Vasateatern[14]
- 1932 : Kanske en diktare, de Ragnar Josephson, dirección de Gösta Ekman (sénior), Vasateatern[15][16]
- 1932 : Broadway, de Philip Dunning y George Abbott, dirección de Mauritz Stiller, Vasateatern[17]
- 1932 : Adam och Evorna, de Sigurd Hoel y Helge Krog, dirección de Gösta Ekman (sénior), Folkan[18]
- 1932 : I de bästa familjer, de Anita Hart y Maurice Braddell, dirección de Gösta Ekman (sénior), Folkan[19]
- 1933 : Domaredansen, de Erik Lindorm, dirección de Per-Axel Branner, Folkan[20] y Vasateatern[21]
- 1933 : Luftexpressen, de Alexander Lestyan y János Vaszary, Folkan[22]
- 1934 : Razzia, de Kar de Mumma, dirección de Harry Roeck-Hansen, Blancheteatern[23]
- 1935 : Härmed hava vi nöjet, de Kar de Mumma, Karl-Ewert y Alf Henrikson, dirección de Harry Roeck-Hansen, Blancheteatern[24]
- 1935 : En förtjusande fröken, de Ralph Benatzky, dirección de Gösta Ekman (sénior), Vasateatern[25]
- 1936 : Hm, sa greven, de Kar de Mumma, dirección de Harry Roeck Hansen, Blancheteatern[26][27]

### Director
- 1925 : Nattens drottning, de Franz Arnold, Ernst Bach y Walter Kollo, Vasateatern
- 1932 : Tidens ansikten, en femtonöresopera, de Karl Gerhard, Vasateatern, en colaboración con Axel Witzansky